# Rico Gulda
Rico Gulda (Zurique, 9 de abril de 1968) é um pianista e maestro de música clássica austríaco.

## Biografia

### Início da vida e carreira
Ele nasceu em Zurique, terceiro filho do renomado pianista Friedrich Gulda e filho único de sua segunda esposa japonesa, a pianista e compositora Yuko Wakiyama.
Cresceu em Munique e recebeu suas primeiras aulas de piano aos cinco anos de idade. A partir dos doze anos, estudou com Ludwig Hoffmann [de] e, posteriormente, com Noel Flores [fi] na Universidade de Música e Performances Artísticas de Viena. Master classes com Dmitri Bashkirov [en] e Oleg Maisenberg [en], além do trabalho com seu pai, Friedrich Gulda, completaram sua formação.
Gulda se apresenta como solista, em um conjunto de música de câmara e com orquestras como a Filarmônica de Viena, a Orquestra Mozarteum de Salzburgo e a Orquestra Bruckner de Linz.
Apresentou-se com seu meio-irmão, o pianista Paul Gulda [de], bem como com os pianistas Paul Badura-Skoda e Martha Argerich, o violinista Renaud Capuçon [en], o maestro Christian Arming [en], os barítonos Matthias Goerne [en] e Michael Schade [en], entre outros. Mantém uma longa colaboração artística e amizade particular com o barítono Florian Prey [en].
Ele lecionou piano na Universidade Mozarteum de Salzburgo [en], na Universidade Hansei [en] em Seul e em master classes em Viena, Vietnã e Japão.
Em 2013, foi promovido a chefe de planejamento artístico e dramaturgia do Wiener Konzerthaus [en], onde atuou até 2025. Em 2025, assumiu a gestão das atividades musicais e culturais como diretor geral da Fundação Privada Esterházy. Ele também é diretor artístico do festival de verão Oberösterreichische Stiftskonzerte. É membro do júri "Piano Duo" do Concurso Franz Schubert e Música Moderna [en].

### Vida pessoal
Rico Gulda foi casado com a pianista Ferhan Önder e eles têm uma filha.

## Discografia
- 1997: Rico Gulda: Schubert Klaviersonate D 784 & 3 Klavierstücke D946 (Gramola)[8]
- 1999: Rico Gulda e Michael Badura-Skoda: Art Cult-Concert (Klavier Zu Vier Händen) (Austria Tabak, Art Cult)[8]
- 2001: Rico Gulda: Schuman – Album Für Die Jugend Op. 68 (Naxos)[8]
- 2002: Rico Gulda e Christopher Hinterhuber: Schubert – Piano Works For Four Hands (Naxos)[8]
- 2008: Hermann Prey, Florian Prey, Karl Engel, Friedrich Gulda, Rico Gulda, Leonard Hokanson, Michael Krist e Wolfgang Sawallisch: Die Lieder Meines Vaters Ausgewählt Von Florian Prey (Deutsche Grammophon)[8]